# マルコ・ロミッチ
マルコ・ロミッチ（セルビア語: Марко Ломић, 1983年9月13日 - ）は、セルビアの元サッカー選手。現役時代のポジションはディフェンダー（サイドバック）。

## 来歴

### クラブ
1983年にセルビアのチャチャクにて生まれる。2000年に地元クラブのFKボラツ・チャチャクでキャリアを始めた。2010年7月5日、ロシアのFCディナモ・モスクワに3年契約で移籍をした。2011年5月8日、ロシア・プレミアリーグ第8節のPFC CSKAモスクワ戦(2-2)の後半ロスタイムにディナモでの初ゴールを決めた。

### 代表
サッカーセルビア・モンテネグロ代表としてはアテネオリンピックに出場した事がある。
2010年4月7日、日本代表との親善試合でセルビア代表デビューを果たした。